# Römisch-katholische Kirche in Togo
Die Römisch-katholische Kirche in Togo ist Teil der weltweiten römisch-katholischen Kirche.

## Geschichte

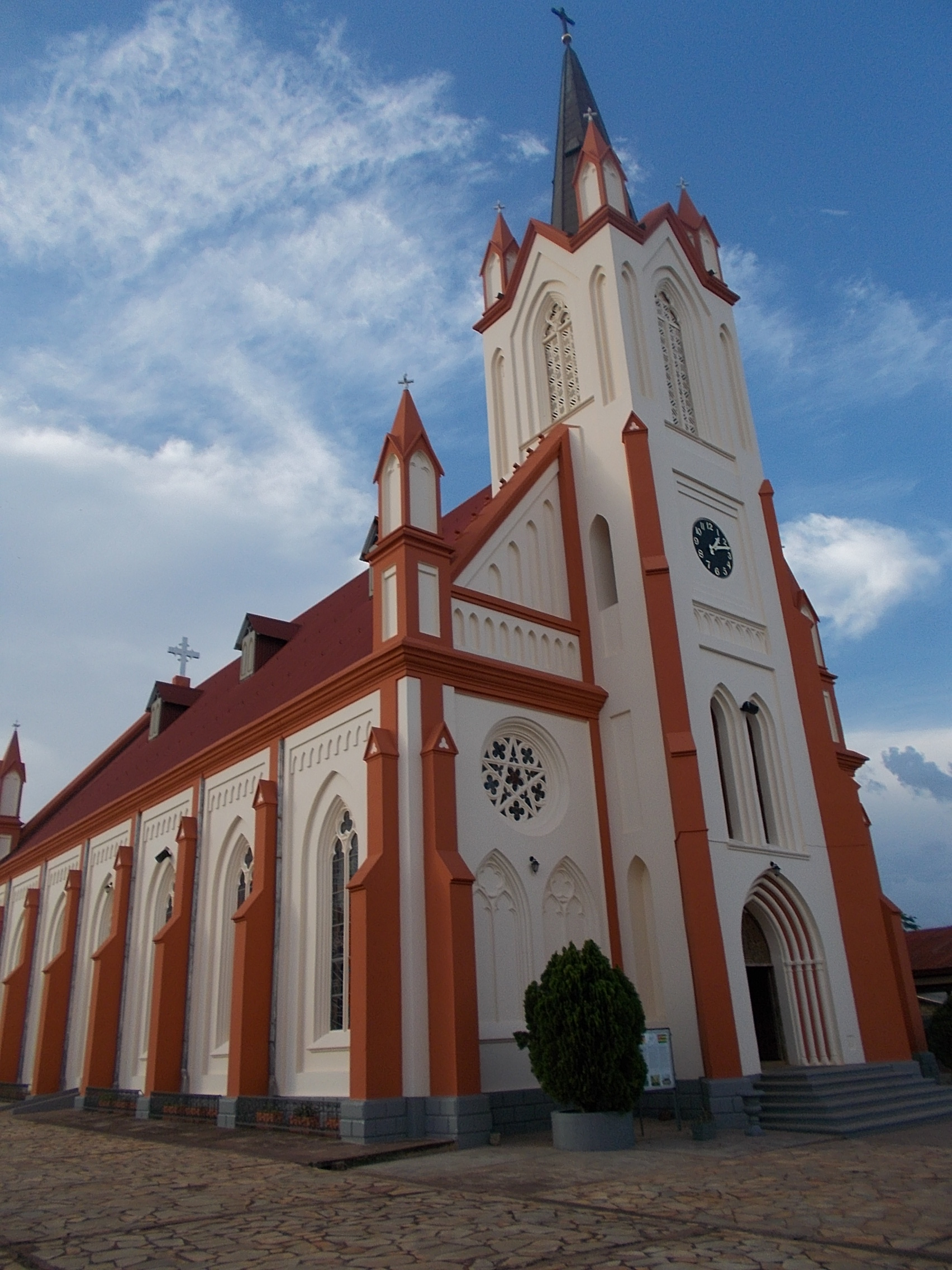
Kathedrale Saint-Esprit in Kpalimé

Nachdem Togo 1884 ein deutsches Schutzgebiet geworden war, begann die Gesellschaft der Afrikamissionen 1886 mit der Mission. Am 12. April 1892 wurde die Apostolische Präfektur Togo errichtet und den Steyler Missionaren (SVD) anvertraut. Sie wurde aus der 1883 errichteten Apostolischen Präfektur Dahomey (heutiges Benin) ausgegliedert. Erster Apostolischer Präfekt wurde 1896 der Deutsche Hermann Bücking (SVD). 
Am 16. März 1914 wurde die Präfektur zum Apostolischen Vikariat erhoben, erster Apostolischer Vikar war Franz Wolf (SVD). Infolge des Ersten Weltkriegs mussten die Steyler Missionare Togo verlassen und Togo wurde zwischen Frankreich und Großbritannien aufgeteilt. 
In dieser Zeit hatte sich die Anzahl der Katholiken von 57 (1892) auf 22.128 (1917) erhöht. Am 2. Juli 1922 wurde der erste einheimische Priester, P. O’Dogli, geweiht.
Nach der Ausgliederung der Apostolischen Präfektur Sokodé am 18. Mai 1937 wurde das Apostolische Vikariat Togo am 14. Juni 1938 in Apostolisches Vikariat Lomé umbenannt. Am 14. September 1955 erfolgte die Erhebung zum Erzbistum.
Papst Johannes Paul II. besuchte Togo 1985.

## Diözesangliederung
- Erzbistum Lomé
  - Bistum Aného
  - Bistum Atakpamé
  - Bistum Dapaong
  - Bistum Kara
  - Bistum Kpalimé
  - Bistum Sokodé

## Kirche
Von den ca. 5 Mio. Einwohnern sind knapp 31 % Katholiken. 4 % gehören anderen christlichen Kirchen an, 1 % sind Muslime und 50 % sind Anhänger von traditionellen Religionen. Es gibt eine Erzdiözese und sechs weitere Bistümer. Seit 1982 besteht eine Nuntiatur. Apostolischer Nuntius ist seit Oktober 2024 Erzbischof Rubén Darío Ruiz Mainardi.